# Kirkpatrick-Fleming
Kirkpatrick-Fleming ist eine Ortschaft in der schottischen Council Area Dumfries and Galloway beziehungsweise der traditionellen Grafschaft Dumfriesshire. Sie liegt rund sieben Kilometer nordwestlich von Gretna und acht Kilometer nordöstlich von Annan am rechten Ufer des Kirtle Water.

## Geschichte
Im Mittelalter befand sich auf einem Hügel südöstlich der Ortschaft eine dem Heiligen Patrick geweihte Kirche. Die Bezeichnung Kirkpatrick-Fleming setzt sich aus dieser Patrickskirche sowie der lokalen Herrscherfamilie Fleming zusammen. Robert de Brus, Lord of Annandale unterstellte das Gotteshaus um 1170 der Gisborough Priory. Die heutige Kirkpatrick Fleming Parish Church wurde 1735 erbaut und im Laufe der Jahrhunderte mehrfach restauriert, erweitert und teilweise neu aufgebaut. Sie ist als Denkmal der Kategorie B geschützt. An die Kirchenmauer schmiegt sich die aus dem 17. Jahrhundert stammende Grabstätte der Grahams of Mossknowe. Das Renaissancebauwerk ist als Kategorie-A-Bauwerk klassifiziert. Südöstlich der Ortschaft liegt mit dem Herrenhaus Mossknowe House ein weiteres Kategorie-A-Denkmal.
Während im Laufe des 19. Jahrhunderts noch mehr als 1900 in Kirkpatrick-Fleming lebten, wurden im Rahmen der Zensuserhebung 1971 nur noch 228 Personen gezählt.

## Verkehr
Kirkpatrick-Fleming ist über die aus Glasgow kommende und die Ortschaft im Norden passierende A74(M) an das Fernstraßennetz angebunden. Im Jahre 1847 erhielt die Ortschaft einen Bahnhof entlang der neueröffneten Hauptstrecke der Caledonian Railway. Obschon die Strecke bis heute genutzt wird, wurde der schlicht Kirkpatrick bezeichnete Bahnhof 1960 aufgelassen.